# 科技龙属
科技龍又名科龍，是種小型、體輕、植食性的恐龍形類動物，身長為1到2公尺，可用後腿奔跑。化石出土於德州牛峽谷組（Bull Canyon Formation），年代為三疊紀的諾利階。模式種是T. smalli，是由薩克·查特吉（Sankar Chatterjee）在1984年所命名，屬名是以德州理工大學為名。
在剛被發現時，科技龍被認為是種基底鳥臀目恐龍。但在2007年，新的研究顯示科技龍的親緣關係較接近西里龍（Silesaurus），而離恐龍較遠，可能是類似西里龍的恐龍形類（Dinosauriformes）動物。

## 敘述與歷史
科技龍的正模標本（編號TTUP P9021），包含一個前上頜骨、兩個下頜碎片、一節背部脊椎、以及一個距骨。薩克·查特吉最初將科技龍歸類於法布爾龍科，法布爾龍科是一個小型、早期鳥臀目恐龍演化支，但現在被認為是個非天然演化支。正模標本的發現處有許多種不同的三疊紀動物，這造成鑑定上的困難。
在1991年，保羅·塞里諾（Paul Sereno）重新檢驗科技龍的化石，他發現該前上頜骨與下頜碎片屬於一隻原蜥腳下目的孵化中幼體，而脊椎與距骨都無法判定。因此他將化石鎖定在第二個下頜碎片，與一個顱後碎片。這件事使科學家開始重新鑑定三疊紀的恐龍，尤其是那些只根據牙齒與下頜碎片而建立的鳥臀目恐龍。在2007年，Irmis等人同意將脊椎與距骨排除在外，但無法在頭顱碎片上找到明確的恐龍特徵。他們發現被塞里諾排除的下頜碎片，與西里龍有相似處，而將該顱後碎片歸類於勞氏鱷目的蘇牟龍。這些研究人員後來再度提到，科技龍是個有效屬，但只有前上頜骨與下頜碎片可供定義，且不屬於鳥臀目或蜥腳形亞目，是主龍形類的未定位屬。

## 外部連結
- Dinosauria Translation and Pronunciation Guide
- Technosaurus （页面存档备份，存于）